# 阿德里亚娜·梅洛
阿德里亚娜·梅洛（Adriana Melo，1976年6月19日—），生于巴西圣保罗，是一位著名的漫画家。她曾为美国的DC漫画公司、漫威漫画公司、黑马漫画和Top Cow （页面存档备份，存于）工作。作为一名女性漫画家，她创造了历史，成为第一位绘制漫威漫画《惩罚者》（英語：Punisher）的女性画家。
阿德里亚娜·梅洛在漫画界有着杰出的贡献。2023年，她获得了巴西最具传统的漫画奖——安杰洛·阿戈斯蒂尼奖（葡萄牙語：Troféu Angelo Agostini），并被授予“国家漫画大师”的称号，以表彰她在职业生涯中的卓越成就。